# Trelissick Garden

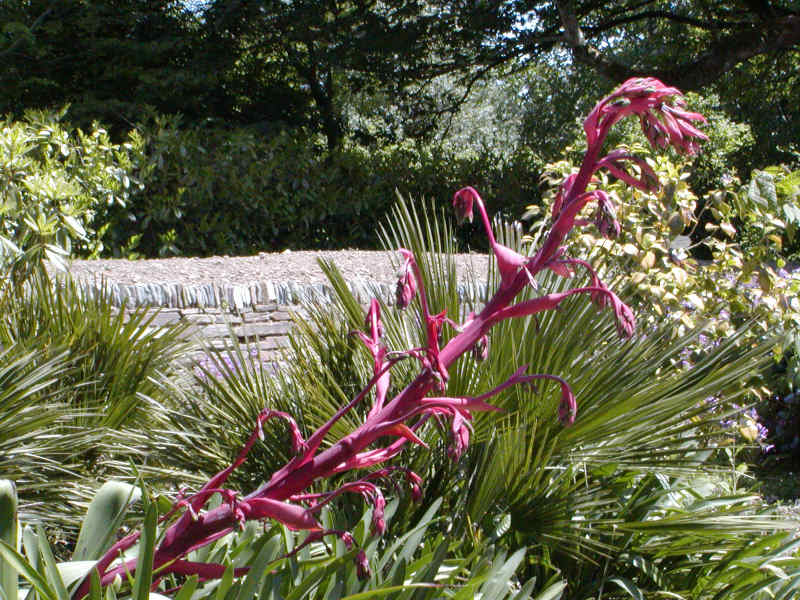
Kwitnienie yukki w Trelissick Garden

Trelissick Garden – ogród w Kornwalii z roślinnością subtropikalną i tropikalną. Ogród znajduje się pod opieką National Trust. W odróżnieniu od innych ogrodów Kornwalii, ogród utrzymany jest w konwencji parku krajobrazowego. Zajmuje powierzchnię 160 ha.

## Położenie
Ogród znajduje się w dzielnicy Truro Feick, ok. 6 km na północ od Falmouth w pobliżu zatoki Carrick Roads.

## Historia
Posiadłość Trelissick została w roku 1800 zakupiona przez rodzinę Daniellów za pieniądze zarobione na handlu cyną; w r. 1825 Thomas Daniell zaczął urządzać ogród, sadząc większość jego drzewostanu. W latach 1844–1913 posiadłość należała do rodziny Gilbertów, którzy poprawili warunki glebowe ogrodu. W r. 1937 ogród odziedziczył Romald Copeland, który doprowadził ogród do stanu zbliżonego od obecnego. W r. 1955 został przekazany National Trust. 